# جيديب موكيريا
جيديب موكيريا مواليد 21 أبريل 1942 في كلكتا، هو لاعب كرة مضرب هندي سابق بدأ مسيرته كمحترف سنة 1968 وكان يلعب باليد اليمنى، اعتزل اللعب في 1975. فاز ببطولة مومباي سنة 1967 بعد تغلبه على الأسترالي بوب كارمايكل.

## روابط خارجية
- جيديب موكيريا على موقع رابطة محترفي التنس (الإنجليزية)
- جيديب موكيريا على موقع الاتحاد الدولي لكرة المضرب (الإنجليزية)
- جيديب موكيريا على موقع كأس ديفيز (الإنجليزية)
- جيديب موكيريا على موقع خلاصة التنس.كوم (الإنجليزية)